# Décès en janvier 1988
Décès
- 1984
- 1985
- 1986
- 1987
- 1988
- 1989
- 1990
- 1991
- 1992

Pour une information complémentaire, voir la page d'aide.

| Date        | Nom                       | Activités | Âge | Source |  |
| ----------- | ------------------------- | --- | --- | ------ |  |
| 1er janvier | Albert Decaris            | peintre, décorateur et graveur français                                                                                    | 86  |        |  |
| 1er janvier | György Nemes              | footballeur international hongrois                                                                                         | 67  |        |  |
| 3 janvier   | Antonio Estévez           | musicien, compositeur et chef d'orchestre classique vénézuélien                                                            | 72  |        |  |
| 3 janvier   | Gaston Eyskens            | homme politique belge | 82  |        |  |
| 4 janvier   | Lily Laskine              | harpiste française d'origine russe                                                                                         | 94  |        |  |
| 5 janvier   | Mohand Ameziane Yazourene | figure emblématique de la guerre d'indépendance algérienne                                                                 | 75  |        |  |
| 7 janvier   | Trevor Howard             | acteur britannique | 74  |        |  |
| 7 janvier   | Michel Auclair            | acteur français | 65  |        |  |
| 9 janvier   | Thierry Maulnier          | académicien français | 78  |        |  |
| 11 janvier  | Marc-Armand Lallier       | religieux français, évêque de Nancy (1949-1956), archevêque de Marseille (1956-1966) et archevêque de Besançon (1966-1980) | 81  |        |  |
| 12 janvier  | Joe Albany                | pianiste de jazz américain                                                                                                 | 63  |        |  |
| 14 janvier  | Gueorgui Malenkov         | homme politique soviétique                                                                                                 | 86  |        |  |
| 14 janvier  | Pietro Chiappini          | coureur cycliste italien                                                                                                   | 72  |        |  |
| 16 janvier  | Louis Rollet              | peintre orientaliste et paysagiste français                                                                                | 92  |        |  |
| 18 janvier  | Jeff Burton               | acteur américain | 63  |        |  |
| 18 janvier  | Irène Klestova            | peintre russe puis soviétique                                                                                              | 80  |        |  |
| 20 janvier  | Kaj Andrup                | joueur et entraîneur de football danois                                                                                    | 84  |        |  |
| 27 janvier  | Massa Makan Diabaté       | historien et écrivain malien                                                                                               | 50  |        |  |
| 28 janvier  | Curro Girón               | matador vénézuélien | 49  |        |  |
| 30 janvier  | Kees Pellenaars           | coureur cycliste et dirigeant d'équipes cyclistes néerlandais                                                              | 74  |        |  |
| 31 janvier  | Lucie Bouniol             | peintre et sculptrice française                                                                                            | 92  |        |  |
| 31 janvier  | Nikolaï Boudachkine       | compositeur russe puis soviétique de musique classique et de musique de film                                               | 77  |        |  |
| 31 janvier  | Nedeljko Gvozdenović      | peintre serbe puis yougoslave                                                                                              | 85  |        |  |